# آنتونی هیکاکس
آنتونی هیکاکس (به انگلیسی: Anthony Hickox) (زاده ۳۰ ژانویه ۱۹۵۹) کارگردان فیلم، تهیه‌کننده، بازیگر و فیلم‌نامه‌نویس انگلیسی‌تبار است.

## آثار کارگردانی
- موزه مومیایی (۱۹۸۸)
- غروب آفتاب: عقب‌نشینی خون‌آشام (۱۹۸۹)
- موزه مومیایی ۲ (۱۹۹۲)
- برپاخیزان جهنم ۳ (۱۹۹۲)
- کسوف کامل (۱۹۹۳)
- وارلاک: آرماگدون (۱۹۹۳)
- تقاص (۱۹۹۵)
- شاهزاده والیانت (۱۹۹۷)
- طوفان‌گیر (۱۹۹۹)
- جیل درنده (۲۰۰۰)
- آخرین فرار (۲۰۰۱)
- حفاظت فدرال (۲۰۰۲)
- انفجار (۲۰۰۴)
- زیر آب (۲۰۰۵)
- لبه چاقو (۲۰۰۸)
- مهاجرت به شانگهای (۲۰۱۵)
- شش بدنام (۲۰۲۰)
- بی‌صدا بکش (۲۰۲۳)